# Ephraim Kishon
Ephraim Kishon (hebrejski: אפרים קישון, Budimpešta, 23. kolovoza 1924. – Švicarska, 29. siječnja 2005.) bio je izraelski humorist, dramatičar, scenarist i filmski redatelj.

## Životopis
Rođen je u Budimpešti kao Ferenc Hoffman, studirao je likovne umjetnosti – slikarstvo i skulpturu kada je počeo pisati drame i humoreske. Za vrijeme Drugog svjetskog rata prošao je kroz nekoliko nacističkih koncentracijskih logora, pobjegao je za vrijeme prijevoza u logor smrti Sobibor u Poljskoj i skrivao se ostatak rata kao slovački radnik.
Poslije 1945. mijenja prezime u Kishont i vraća se u Mađarsku, od kuda bježi u Izrael 1949. pred terorom komunističkog režima, gdje mu useljenički službenik mijenja prezime u Kishon.
Ženio se tri puta, prvi puta 1946. s Evom (Chawa) Klamer, brak je završio razvodom, druga supruga Sara preminula je 2002., trećom suprugom Lisom Witasek, austrijskom književnicom, oženio se 2003. godine, a sve ih je zvao u svojim djelima najbolja žena na svijetu.
Imao je i troje djece: Raphaela (r. 1957), Amira (r. 1964), i Renanu (r. 1968), koje je također slikovito opisao u svojim pričama, poput Renanina opisa u priči Duda Cuci ili Amira u priči Pakao zvani kakao.
Najprevođeniji je strani autor u Hrvatskoj.

## Filmski rad
Njegovi filmovi Sallah Shabati (1964.) i Shoter Azulai (1970.) nominirani su za Oscara u kategoriji najboljeg stranog filma.

## Književni rad
Djela su mu prevedena na 37 jezika, pedesetak knjiga koje je napisao prodano je u više od 40 milijuna primjeraka. 
Navedena je većina njegovih knjiga kako su izdavane u Hrvatskoj.
- "Nije fer, Davide" (1977.) – 73 priče, objavljena je u biblioteci HIT, a kasnije je objavljena u biblioteci Evergreen prva polovica knjige s 36 priča
- "Kita boli more" (1980.)
- "Kod kuće je najgore" (1982.) – 34 obiteljske priče
- "Nema nafte Mojsije" (1984.) – 36 priča s tematikom života u Izraelu
- "Lisac u kokošinjcu" (1985.) – roman, satira na život u Izraelu
- "Još malo pa istina" (1987.) – s podnaslovom: "Priča o mojim pričama"
- "Deva kroz ušicu igle" (1988.) – priče
- "Ništa tu Abraham ne može" (1990.) – priče
- "Voljeni moj lažljivac" (1997.) – priče, sa Sarom Kishon
- "Priručnik za menadžere" (2000.) – priče

Ostale knjige:
- "Jabuka je svemu kriva"
- "Blago onome tko vjeruje"
- "Mein kamm" – roman
- "Srećković" – roman
- "Šalu na stranu" – neka vrsta autobiografije
- "Priče o životinjama"
- "Jednodnevne mušice žive dulje"
- "Raj u najam"
- "Kućna apoteka za zdrave"
- "Pomozi sirotu na svoju sramotu"
- "Knjiga za porezne obveznike"

## Vanjske poveznice
- Potpuni popis djela (de)